# Campionato brasiliano di rugby a 15 2016
Il Campionato Brasiliano di Rugby 2016 (Campeonato Brasileiro de Rugby de 2016) o Super 8 è stata una competizione promossa dalla CBRu (Confederação Brasileira de Rugby).
La vittoria del torneo è andata alla squadra del Curitiba Rugby Clube che ha superato in finale la squadra del Desterro Rugby Clube di Florianópolis. Una finale che ha visto per la prima volta l'esclusione delle squadre dello stato di San Paolo, che hanno dominato per anni il torneo, e in una decisione finale dopo la parità dei tempi supplementari, a una serie di drop-goal per decidere la squadra vittoriosa.
Le Squadre retrocesse sono state il Bandierantes direttamente come ultima classificata, e il Niterói dopo lo spareggio con il Poli.

## Squadre partecipanti
|  | Squadra       | Città               | Stato             |
|  | Band Saracens | San Paolo           | San Paolo         |
|  | Curitiba      | Curitiba            | Paraná            |
|  | Desterro      | Florianópolis       | Santa Catarina    |
|  | Farrapos      | Bento Gonçalves     | Rio Grande do Sul |
|  | Niterói       | Niterói             | Rio de Janeiro    |
|  | Pasteur       | San Paolo           | San Paolo         |
|  | São José      | São José dos Campos | San Paolo         |
|  | SPAC          | San Paolo           | San Paolo         |

## Formula del torneo
Per assegnare il titolo alla fine della stagione regolare le prime due in classifica al termine della stagione regolare si affrontano in finale. 
Per la retrocessione alla seconda divisione Taça Tupi la squadra ultima classificata retrocede direttamente, mentre la squadra classificata in settima posizione affronta in uno spareggio la seconda classificata della Taça Tupi per la permanenza nella divisione superiore.

## Prima fase

### Risultati
|           | 1ª giornata              |         |
| --------- | ------------------------ | ------- |
| 16/7/2016 | São José - Niterói       | 23 - 16 |
| 16/7/2016 | Curitiba - Farrapos      | 17 - 3  |
| 16/7/2016 | Desterro - SPAC          | 53 - 7  |
| 16/7/2016 | Band Saracens - Pasteurs | 8 - 14  |

|           | 4ª giornata              |         |
| --------- | ------------------------ | ------- |
| 20/8/2016 | Pasteur - São José       | 8 - 15  |
| 20/8/2016 | Niterói - Curitiba       | 6 - 53  |
| 20/8/2016 | Farrapos - SPAC          | 12 - 22 |
| 20/8/2016 | Desterro - Band Saracens | 27 - 17 |

|           | 7ª giornata          |         |
| --------- | -------------------- | ------- |
| 10/9/2016 | São José - Curitiba  | 32 - 25 |
| 10/9/2016 | Band Saracens - SPAC | 24 - 29 |
| 10/9/2016 | Pasteur - Desterro   | 15 - 33 |
| 10/9/2016 | Farrapos - Niterói   | 67 - 20 |

|           | 10ª giornata             |         |
| --------- | ------------------------ | ------- |
| 1/10/2016 | Desterro - São José      | 32 - 8  |
| 1/10/2016 | Pasteur - Curitiba       | 7 - 14  |
| 1/10/2016 | Niterói - SPAC           | 59 - 10 |
| 1/10/2016 | Farrapos - Band Saracens | 20 - 21 |

|            | 13ª giornata             |         |
| ---------- | ------------------------ | ------- |
| 22/10/2016 | São José - SPAC          | 53 - 7  |
| 22/10/2016 | Curitiba - Band Saracens | 40 - 21 |
| 22/10/2016 | Pasteur - Farrapos       | 30 - 18 |
| 22/10/2016 | Desterro - Niterói       | 50 -0   |

|           | 2ª giornata              |         |
| --------- | ------------------------ | ------- |
| 23/7/2016 | São José - Desterro      | 14 - 24 |
| 23/7/2016 | Curitiba - Pasteur       | 10 - 0  |
| 23/7/2016 | SPAC - Niterói           | 19 - 3  |
| 7/8/2016  | Band Saracens - Farrapos | 35 - 31 |

|           | 5ª giornata              |         |
| --------- | ------------------------ | ------- |
| 27/8/2016 | São José - Band Saracens | 49 - 12 |
| 27/8/2016 | Curitiba - SPAC          | 46 - 8  |
| 27/8/2016 | Pasteur - Niterói        | 24 - 8  |
| 27/8/2016 | Desterro - Farrapos      | 17 - 14 |

|           | 8ª giornata             |         |
| --------- | ----------------------- | ------- |
| 17/9/2016 | Niterói - São José      | 17 - 48 |
| 17/9/2016 | Farrapos - Curitiba     | 30 - 20 |
| 17/9/2016 | SPAC - Desterro         | 10 - 34 |
| 17/9/2016 | Pasteur - Band Saracens | 12 - 15 |

|           | 11ª giornata             |         |
| --------- | ------------------------ | ------- |
| 8/10/2016 | São José - Pasteur       | 17 - 15 |
| 8/10/2016 | Curitiba - Niterói       | 26 - 19 |
| 8/10/2016 | SPAC - Farrapos          | 17 - 28 |
| 8/10/2016 | Band Saracens - Desterro | 27 - 29 |

|            | 14ª giornata         |         |
| ---------- | -------------------- | ------- |
| 29/10/2016 | Curitiba - São José  | 32 - 30 |
| 29/10/2016 | SPAC - Band Saracens | 29 - 25 |
| 29/10/2016 | Desterro - Pasteur   | 26 - 24 |
| 29/10/2016 | Niterói - Farrapos   | 21 - 17 |

|           | 3ª giornata             |       |
| --------- | ----------------------- | ----- |
| 30/7/2016 | Farrapos - São José     | 27-15 |
| 30/7/2016 | Desterro - Curitiba     | 24-21 |
| 30/7/2016 | SPAC - Pasteur          | 17-10 |
| 30/7/2016 | Niterói - Band Saracens | 41-10 |

|          | 6ª giornata              |         |
| -------- | ------------------------ | ------- |
| 3/9/2016 | SPAC - São José          | 19 - 43 |
| 3/9/2016 | Band Saracens - Curitiba | 18 - 38 |
| 3/9/2016 | Farrapos - Pasteur       | 15 - 10 |
| 3/9/2016 | Niterói - Desterro       | 13 - 47 |

|           | 9ª giornata             |         |
| --------- | ----------------------- | ------- |
| 24/9/2016 | São José - Farrapos     | 33 - 27 |
| 24/9/2016 | Curitiba - Desterro     | 8 - 31  |
| 24/9/2016 | SPAC - Pasteur          | 19 - 25 |
| 24/9/2016 | Band Saracens - Niterói | 40 - 44 |

|            | 12ª giornata             |         |
| ---------- | ------------------------ | ------- |
| 15/10/2016 | Band Saracens - São José | 27 - 34 |
| 15/10/2016 | SPAC - Curitiba          | 17 - 27 |
| 15/10/2016 | Niterói - Pasteur        | 12 - 17 |
| 15/10/2016 | Farrapos - Desterro      | 20 - 10 |

### Classifica
|  |    | Squadra       | G  | V  | N | P  | PF  | PS  | P±   | BM | BS | Pt |
|  | -- | ------------- | -- | -- | - | -- | --- | --- | ---- | -- | -- | -- |
|  | 1. | Desterro      | 14 | 13 | 0 | 1  | 437 | 198 | 239  | 10 | 0  | 62 |
|  | 2. | Curitiba      | 14 | 10 | 0 | 4  | 374 | 246 | 128  | 7  | 2  | 49 |
|  | 3. | São José      | 14 | 10 | 0 | 4  | 412 | 288 | 124  | 7  | 1  | 48 |
|  | 4. | Farrapos      | 14 | 6  | 0 | 8  | 329 | 287 | 42   | 4  | 5  | 33 |
|  | 5. | Pasteur       | 14 | 5  | 0 | 9  | 210 | 227 | −17  | 2  | 7  | 29 |
|  | 6. | SPAC          | 14 | 5  | 0 | 9  | 230 | 437 | −207 | 2  | 1  | 23 |
|  | 7. | Niterói       | 14 | 4  | 0 | 10 | 279 | 451 | −172 | 3  | 3  | 22 |
|  | 8. | Band Saracens | 14 | 3  | 0 | 11 | 300 | 437 | −137 | 3  | 6  | 21 |

## Finale
| San Paolo 5 novembre 2016 | Curitiba | 13 (2) – 13 (1) Dopo i drop-goal | Desterro | Estádio do Canindé |

## Spareggio per l'ammissione al campionato 2017
| San Paolo 18 marzo 2017 | Poli Rugby | 32 – 3 referto | Niterói | CEPEUSP |